# Betuloxys manipurensis
Betuloxys manipurensis is een insect dat behoort tot de orde vliesvleugeligen (Hymenoptera) en de familie van de schildwespen (Braconidae). De wetenschappelijke naam van de soort werd voor het eerst geldig gepubliceerd door Paonam, Singh & Singh in 1993.